# Eublemma anachoresis
Eublemma anachoresis es una especie de mariposa de la familia Noctuidae. Se encuentra en la región indomalaya, Australia y parte del sur de África. Se extiende por Fiyi, Hong Kong, India, Japón, las Islas de la Sociedad, Suazilandia, Taiwán, Tailandia y el norte de Nueva Gales del Sur y Queensland en Australia.

## Descripción
Su envergadura es de unos 35 mm.  La mitad de las alas anteriores es de color amarillo y rojo la mitad de los marginales o marrón.
Las larvas se alimentan de Oryza sativa, Waltheria americana y Waltheria indica.